# هرمن بیتز
هرمن بیتز (آلمانی: Hermann Bitz؛ زادهٔ ۲۱ سپتامبر ۱۹۵۰) بازیکن فوتبال اهل آلمان بود.
از باشگاه‌هایی که در آن بازی کرده‌است می‌توان به باشگاه فوتبال مونیخ ۱۸۶۰، باشگاه فوتبال کایزرسلاوترن، و باشگاه فوتبال کیکرز اوفنباخ اشاره کرد.
وی همچنین در تیم‌های ملی فوتبال زیر ۲۱ سال آلمان و زیر ۲۳ سال آلمان بازی کرده‌است.